# 396P/Leonard
396P/Leonard est une comète à courte période du Système solaire.
Son orbite, autour du Soleil, a un demi-grand axe de 6,83 unités astronomiques, un excentricité de 0,42 et une inclinaison de 5,4 degrés.
La comète est passée au périhélie, à 3,98 unités astronomiques du Soleil, le 29 août 2019. La comète a été découverte le 16 mars 2020 par Gregory J. Leonard au nom du Mount Lemmon Survey. La nature cométaire de l'objet fut confirmée dans les jours qui suivirent par plusieurs autres astronomes. Le 20 mars, Robert Weryk rapporta avoir trouvé des images de pré-découverte prises par Pan-STARRS 1 et 2 et remontant jusqu'à janvier 2019. La découverte de la comète est officiellement annoncée le 26 mars dans la MPEC 2020-F144 sous la désignation P/2020 F1 (Leonard).
Le passage précédent au périhélie avait eu lieu en septembre 2001. À la suite de l'annonce officielle de la découverte dans la Minor Planet Electronic Circular (MPEC) 2020-F144 le 26 mars 2020, des observations datant de 2002 furent retrouvées dans les données de plusieurs observatoires. La comète reçoit en conséquence la désignation P/2002 E4 dans la MPEC 2020-K92 le 20 mai 2020.

## Évolution orbitale

### 1936: passage très près de Saturne
La comète semble être passée très près de Saturne, à un peu moins d'un million de kilomètres de la planète (plus près que Titan), le 8 août 1936.

### 1995: passage près de Saturne
Le 18 mars 1995 à 23 h 14 UTC (± 1 j 8 h 3 min), la comète est passée à 0,691 ± 0,008 unité astronomique (103,4 ± 1,2 millions de kilomètres) de Saturne.
Ce passage à proximité de la planète géante n'a que peu modifié l'orbite de la comète.

### 2083: passage près de Saturne
Le 3 avril 2083 à 9 h 32 UTC (± 13 h 49 min), la comète passera à 1,096 ± 0,010 unité astronomique (164,0 ± 1,5 millions de kilomètres) de Saturne.
Ce passage près de la planète géante mènera la comète bien à l'intérieur de l'orbite de Saturne.

### 2125: passage près de Jupiter
Le 28 mars 2125 à 16 h 27 UTC (± 3 j 18 h 48 min), la comète passera à 0,504 ± 0,017 unité astronomique (75,5 ± 2,5 millions de kilomètres) de Jupiter.
Ce passage près de la planète géante causera une augmentation importante de l'inclinaison orbitale de la comète.

### 2202: passage près de Jupiter
La comète passera à nouveau près de Jupiter en 2202. Ce passage près de la planète géante augmentera l'inclinaison orbitale de la comète à plus de 7 degrés.

### 3739: passage près de Jupiter
La comète passera près de Jupiter en 3739. Ce passage près de la planète géante affectera significativement l'orbite de la comète, menant son aphélie au-delà de l'orbite de Neptune.